# Китоголовові
Китоголовові (Balaenicipitidae) — родина лелекоподібних птахів. Включає єдиний сучасний вид китоголов (Balaeniceps) та низку викопних форм. Сучасний представник мешкає в Африці. Викопні види відомі з олігоцену та міоцену Єгипту, Тунісу та Пакистану.

## Роди
- Balaeniceps (сучасний)[2]
- †Goliathia (олігоцен)[2]
- †Paludiavis (пізній міоцен)[2]